# Ludwig Willems
Ludwig Willems, nacido el 7 de febrero de 1966 en Herentals, es un ex ciclista profesional belga. Fue profesional entre 1987 y 1998 ininterrumpidamente.

## Palmarés
1988
- 1 etapa del Tour del Porvenir

## Resultados en las grandes vueltas
| Carrera         | 1987 | 1988 | 1989 | 1990 | 1991  | 1992 | 1993 | 1994 | 1995 | 1996 | 1997 | 1998 |
| --------------- | ---- | ---- | ---- | ---- | ----- | ---- | ---- | ---- | ---- | ---- | ---- | ---- |
| Giro de Italia  | -    | -    | -    | -    | -     | -    | -    | -    | -    | -    | -    | -    |
| Tour de Francia | -    | -    | -    | -    | 150.º | -    | -    | -    | -    | -    | -    | -    |
| Vuelta a España | -    | -    | -    | -    | -     | Ab.  | -    | -    | -    | -    | -    | -    |
| Mundial en Ruta | -    | -    | -    | -    | -     | -    | -    | -    | -    | -    | -    | -    |

-: no participa

Ab.: abandono